# جامعه تاریخ‌نگاران معماری
جامعه تاریخ‌نگاران معماری (انگلیسی: Society of Architectural Historians) یک سازمان غیرانتفاعی بین‌المللی است که بر مطالعه و محافظت از آثار معماری و شهری تأکید دارد. مقر این سازمان در شیکاگوی ایالات متحده آمریکا است و تعداد اعضای آن به ۳۵۰۰ نفر شامل معماران، استادان دانشگاه، فعالان محافظت‌گرایی و دانشجویان می‌رسد.